# Karl Stöhr
Karl Stöhr, ook Carl Stöhr (Hohenberg an der Eger, 21 mei 1859 – Nesselwängle, 14 oktober 1931), was een Duitse architect en bouwondernemer die voornamelijk werkzaam was in de regio's München en Aken.

## Levensloop
In 1885 richtte Karl Stöhr het bouwbedrijf Karl Stöhr op, waaruit in 1936 als dochteronderneming Südhausbau ontstond. Südhausbau was het eerste particuliere woningbouwbedrijf in Beieren en is nog steeds in familiebezit.
Een belangrijk bouwproject was in 1914-1916 de realisering van een groot kuuroord in het Akense Kurpark. Voor dit project, bestaande uit een hotel met thermaalbaden (Palasthotel Quellenhof) en een kurhaus (Neues Kurhaus), werkte hij samen met de eveneens in München werkzame architect en hoogleraar Theodor Fischer.
In 1925 werd aan Stöhr de eretitel Geheimer Kommerzienrat verleend.
Karl Stöhr stierf op 72-jarige leeftijd in het Oostenrijkse Nesselwängle. Hij werd begraven op het Münchense Waldfriedhof (grafnummer 121-W-15).
In 1956 werd de Stöhrstraße in de wijk Solln in München (stadsdeel 19 – Thalkirchen-Obersendling-Forstenried-Fürstenried-Solln) naar Karl Stöhr vernoemd.

## Bouwwerken (selectie)
Omdat Stöhr zowel als architect als aannemer werkzaam was, is het niet altijd duidelijk of hij als ontwerper of uitvoerder van bouwprojecten moet worden beschouwd.
- 1895–1896: woon- en bedrijfsgebouwpaar in München, Pfisterstraße 9/11 (samen met Hans Grässel; monument, onder Denkmalschutz)
- 1896: Deutsches Theater in München, Schwanthalerstraße 13 (samen met Alexander Blum en Josef Rank)
- 1896: woon- en bedrijfsgebouw in München, Maximiliansplatz 19 (monument)
- 1898: bedrijfsgebouw in München, Müllerstraße 42 (monument)
- 1900: appartementengebouw in München, Hans-Sachs-Straße 1
- 1903: appartementengebouw in München, Mannhardtstraße 4 (samen met Michael Heitzer en Ernst Günther; monument)
- 1907: Regina-Palast-Hotel in München, Maximiliansplatz 5 (vervangen door nieuwbouw)
- 1909–1910: Ballin-Haus in München, Promenadeplatz 9 (samen met Gustav von Cube; monument)
- 1909–1910: woon- en bedrijfsgebouw in München, Burgstraße 6 (monument)
- 1910: woonhuis van de schrijver Alfred Walter Heymel in München, Poschingerstraße 5
- 1911–1912: Café Fürstenhof in München, Neuhauser Straße 33 (monument)
- 1912: bedrijfsgebouw in München, Schwanthalerstraße 57
- 1913–1914: bedrijfsgebouw in München, Kaufingerstraße 14/16 (monument)
- 1914-1916: Parkhotel Quellenhof en Neues Kurhaus, Aken (samen met Theodor Fischer; monument)
- 1915: Hotel Rosengarten (tegenwoordig Smart Stay Hotel Station) in München, Schützenstraße 7 (monument)
- 1925–1927: wooncomplex Ludwig-Richter-Höfe in München, Agnes-Bernauer-Straße 1–7 (oneven nummers), Lautensackstraße 6–16 (even nummers), Ludwig-Richter-Straße 20, 22, 24 en Schedelstraße 1–12, 14 (monument)

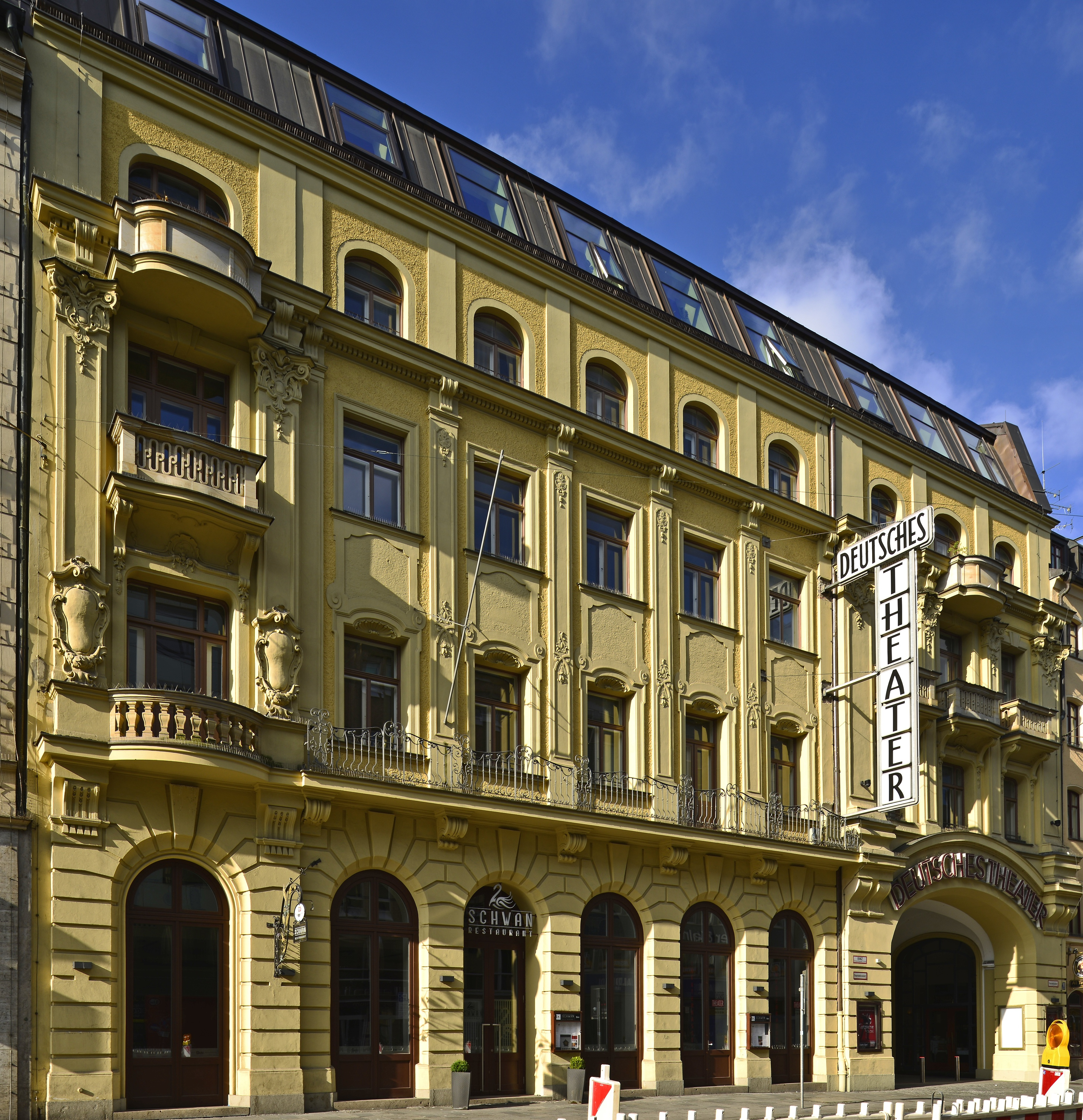
Deutsches Theater, München
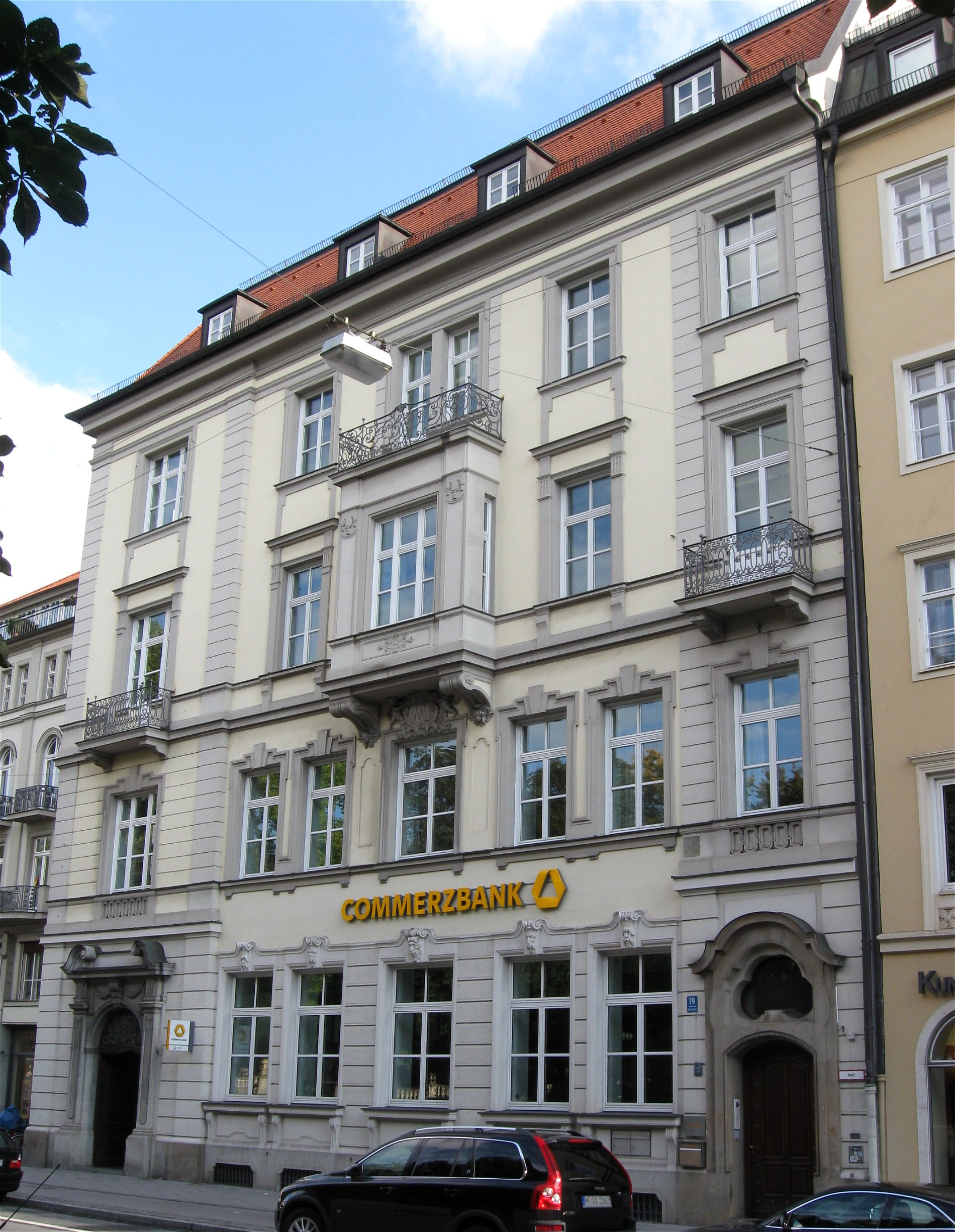
Maximiliansplatz 19, München
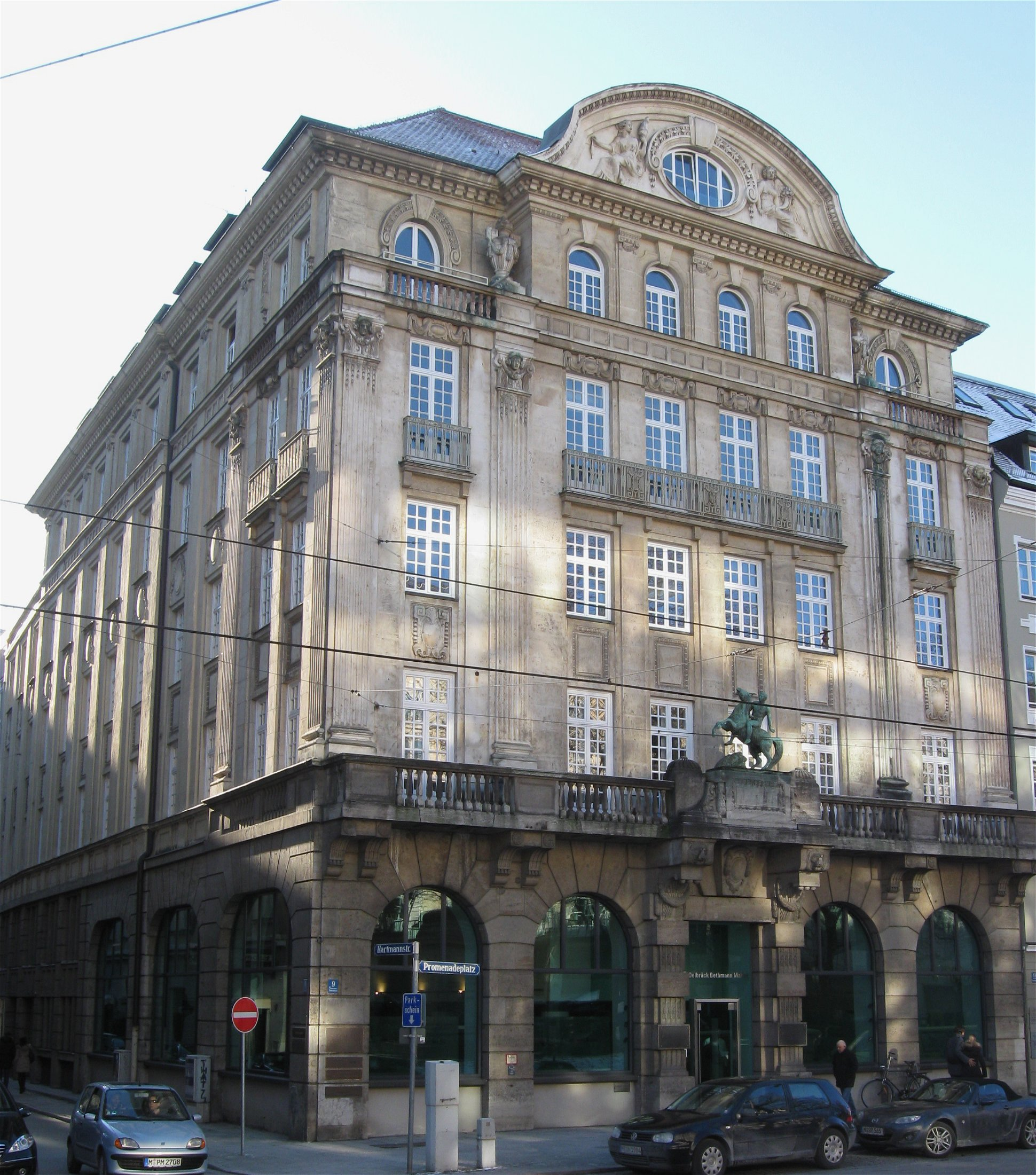
Promenadeplatz 9, München
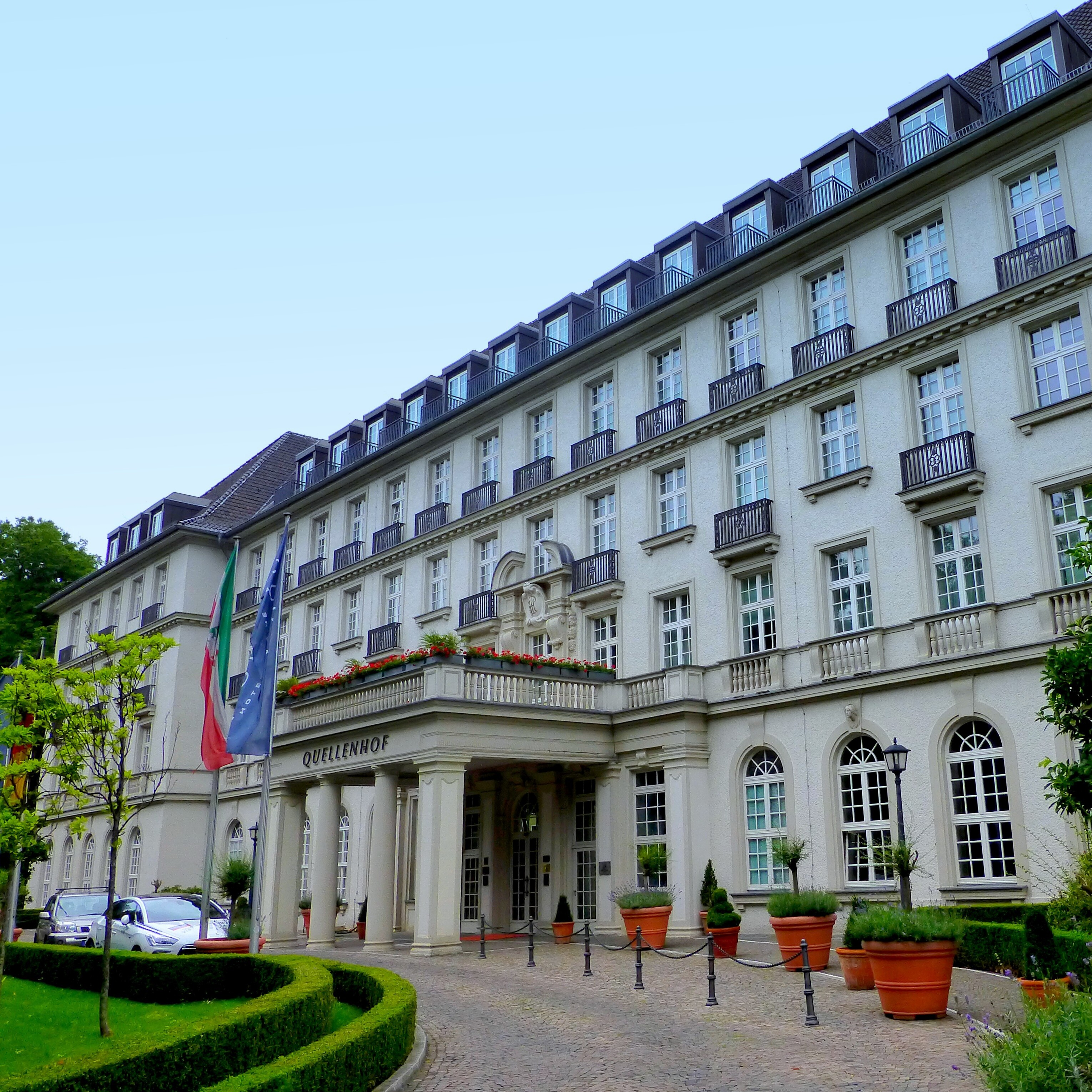
Parkhotel Quellenhof, Aken
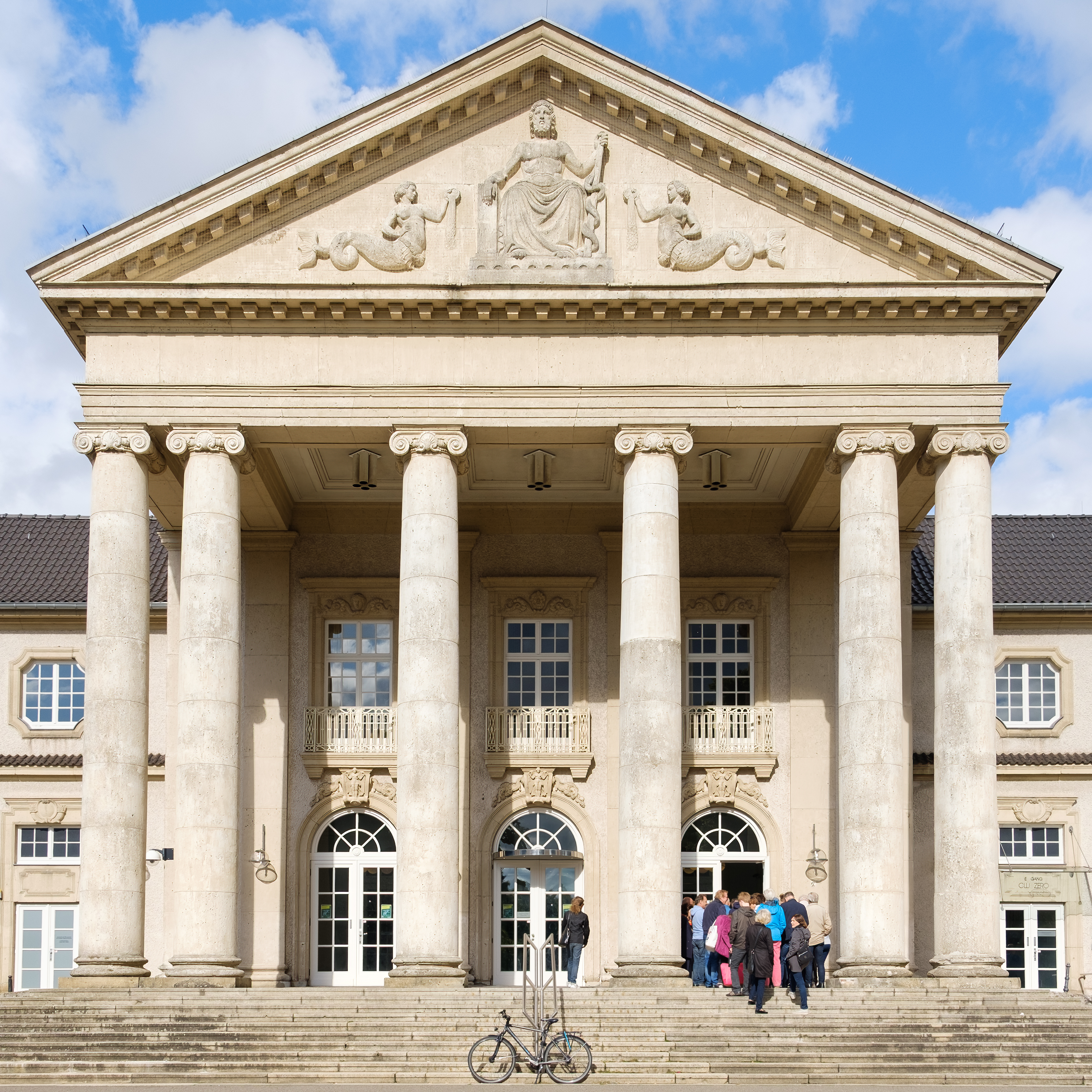
Neues Kurhaus, Aken

- Gemeinsame Normdatei: 123568846
- Virtual International Authority File: 35367409
- WorldCat: E39PBJbRq97GVkxXTmr8BPBMfq